# Gorge de Helm
Gouffre de Helm
Pour les articles homonymes, voir Helm (homonymie).

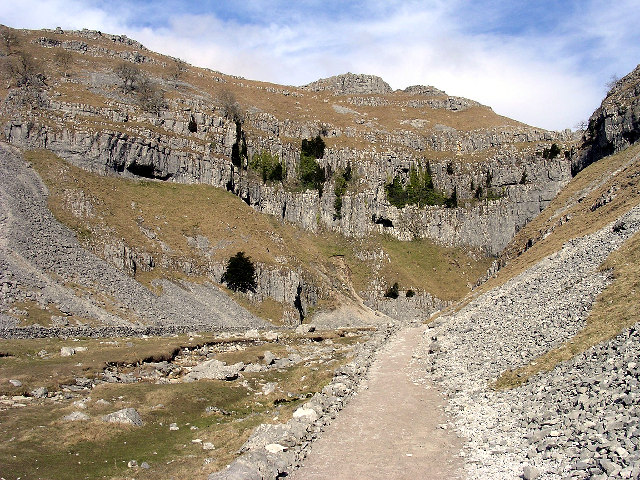
Gordale Scar est reconnu pour avoir inspiré Tolkien pour la Gorge de Helm dans "Le Seigneur des Anneaux".

Le Gouffre de Helm ou Gorge de Helm (en anglais Helm's Deep) est une vallée de la Terre du Milieu dans l'œuvre de l'écrivain britannique J. R. R. Tolkien, où se déroulent une partie des événements relatés dans Le Seigneur des anneaux, et plus particulièrement dans Les Deux Tours. La forteresse de Fort-le-Cor s'y dresse.

## Localisation
Situé au Nord-Ouest des Montagnes Blanches et au Sud-Est de la Trouée de Rohan, le Gouffre est une vallée fortifiée dans les Montagnes Blanches. Elle est naturellement protégée par une série de collines, surplombées à l'entrée des Brillantes Cavernes par la forteresse de Fort-le-Cor, qui ne fut jamais prise par l'ennemi.

## Architecture
Un long chemin fortifié montait jusqu'à la porte principale de la forteresse. Dans cette dernière se trouvaient des étables et une armurerie, ainsi qu'une grande salle à l'arrière qui était creusée dans la montagne et une grande tour. Le Gouffre était protégé par le long Mur du Gouffre, un solide mur de pierre, percé afin de laisser passer les eaux de la Rivière du Gouffre qui permettait de s'approvisionner en eau douce en situation de siège. Le mur mesure 20 pieds de haut et est suffisamment large pour permettre à quatre hommes de se tenir côte-à-côte.
Depuis le Gouffre, il y avait également un long escalier qui menait à la porte de derrière de la forteresse. Un long chemin ascendant mène à la porte principale de la forteresse. Il y a aussi une grande tour "Le Hornburg" au sommet de laquelle est fixé le grand cor de Helm Poing de Marteau.

## Histoire
C'était l'une des deux forteresses construites par les hommes du Gondor pour garder les gués de l'Isen, l'autre étant Isengard. Comme Isengard, elle était initialement bien gardée mais, comme il est dit dans les Contes et légendes inachevés, lorsque la population du Calenardhon (nommé plus tard Rohan) diminua et que les hommes valides se mirent à partir défendre les lignes de l'Anduin, elle fut peu à peu délaissée, jusqu'à n'être plus dirigée que par une petite garde héréditaire parmi laquelle on observait un fort métissage avec les Dunlendings.
Durant la guerre avec les Dunlendings commandés par Wulf, les Rohirrim à la suite de leur roi Helm Poing de Marteau et une grande partie du peuple trouvèrent refuge dans cet abri dans lequel ils tinrent durant tout l'hiver 2758-2759 du Troisième Âge. C'est cet événement qui donnera son nom à la Gorge.
C'est là aussi que va se dérouler le troisième affrontement des armées de Saroumane et des Rohirrim, la Bataille de Fort-le-Cor, souvent appelée « bataille du Gouffre de Helm » à la suite de l'adaptation cinématographique de Peter Jackson. 
Après la guerre, le nain Gimli établit une colonie de Nains dans les cavernes attenantes à la forteresse et il prit le nom de Seigneur des Brillantes Cavernes.

## Aglarond
Aglarond était le nom sindarin des Brillantes Cavernes de la Gorge et par extension, de la forteresse de Fort-le-Cor. Quand Cirion, Intendant du Gondor, donna le Calenardhon aux Rohirrim, ils prirent la garde de la forteresse, réparée pour l'occasion ; dans leur langue, Aglarond prit le nom de Glæmscrafu, de même sens ; Fort-le-Cor était appelé Súthburg.